# Sorineuchora viridis
Sorineuchora viridis es una especie de cucaracha del género Sorineuchora, familia Ectobiidae, orden Blattodea. Fue descrita científicamente por Li, Che, Zheng y Wang en 2017.

## Descripción
El cuerpo de la especie mide 7,1 milímetros de longitud.

## Distribución
Se distribuye por China.